# Regne d'Elimaida
|  | Aquest article tracta sobre el regne independent de 147 aC a 224. Si cerqueu una província de l'Imperi Aquemènida, vegeu «Elimaida». |

El Regne d'Elimaida va ser un estat autònom del segle ii aC fins a principis del segle III, sovint un vassall sota control de l'Imperi Part. Es trobava al capdavant del golf Pèrsic a Susiana (l'actual regió de Khuzestan, Iran). La majoria de la població probablement descendia dels antics elamites, que una vegada van tenir el control d'aquesta zona.

## Antecedents
Vers 140 aC el rei part Mitridates I, es va apoderar de Persis, Susiana i Elimaida i va envair Mesopotàmia cap a Babilònia. Susa va esdevenir una de les capitals de l'Imperi Part junt amb Ctesifont. El sobirà local d'Elimaida va reconèixer la sobirania dels parts però va conservar una autonomia important.

## El regne
Sota els parts es creu que Elimaida i Susiana formaven una unitat política autònoma o semiautònoma sota vassallatge de Pàrtia, amb el nom de Regne d'Elimaida, governada per prínceps locals. Els elimaides (la capital dels quals era possiblement Soloce), van fer la guerra contra els susians (la capital dels quals era Susa) i segons Estrabó van posar al camp un exèrcit de tretze mil cavallers. Les úniques fonts són gairebé les monedes que esmenten els reis que gairebé no són esmentats als texts clàssics. El nombre i l'ordre dels sobirans est discutit entre els experts i encara objecte de recerques. Únicament les monedes dels reis anterior s l'era cristiana donen alguna indicació, però no estan datades. El primer rei conegut fou Kamnaskires I Sòter (vers 147) el nom del qual sembla elamita, però no se'n sap res de la seva vida.
El va succeir Kamnaskirès II Nicèfor (vers 145 a 139), del que no se sap quin parentiu tenia amb l'anterior; no s'ha establert tampoc els dominis sobre els que exercia jurisdicció, però podria arribar fins a la Mèdia, ja que les seves monedes foren encunyades a Ecbàtana; també es creu que almenys temporalment, governava a Susa. Les seves monedes tenen inscripcions en grec i seguien el model de les monedes selèucides. Un text babiloni esmenta que el 145 les tropes elimaides del rei, anomenat "Kammashkiri Rei d'Elam", van atacar viles de Babilìnia però n'haurien estat expulsats per un contraatac selèucida a l'estiu (juny-juliol) del 144. No obstant el resultat final de la campanya és desconegut i sabem que els habitants de Seleucia del Tigrose (grec: Σελεύκεια, avui a l'Iraq a 35 km de Bagdad i 60 km al nord de Babilònia) van témer i van patir a les tropes elimaides. No se sap res del final del regant de Kamnaskires I; alguns historiadors consideren possible que fos la mateix persona que Kamnaskires I Sòter que hauria canviat el seu nom Sòter a Bicèfor durant el seu regnat. L'arrivada dels parts de Mitridates I vers el 140, amb la conquesta de Susa i Susiana, va fer recular els elimaids, però van poder conservar la seva independència momentàniament probablement mitjançant una submissió nominal temporal. Uns anys després tornem a trobar als elimaids en guerra contra els parts. Alguns historiadors pensen que Kamnaskirès II Nicèfor va morir en la lluita contra Mitridates I i el seu successor Okkonapses, segurament un usurpador, s'hauria sotmès temporalment.
Va seguir un període fosc de tres sobirans probablement usurpadors: Okkonapsès (o Hyknapses, vers el 139), conegut per quatre monedes d'estil purament grec (la lectura del seu nom és incerta i la datació tampoc no es port afermar); Darius (133/132 a 82/81 aC) que no hauria tingut el títol reial, sinó el de governador, i que només és conegut per una moneda on se li dona el títol de Sòter (Darius Sòter), sota el breu domini del qual s'hauria consolidat el poder part.
Torna a aparèixer amb importància vers el 80 aC amb les monedes del rei Kamnaskires III i la seva esposa la reina Anzaze, que mostren l'autonomia de que gaudia en aquest moment l'Elimaida dins l'Imperi Part; són peces basades també en el model grec però els cabells, la barba i els vestits dels reis són de tipus iranià/part. Fonts babilònies citades per Gilbert J.P.Mc Ewan, esmenten un conflicte a principis de l'any 77 aC entre Kamnaskires II (anomenat Qabinaschkiri a les fonts) i un rei part que per la data hauria de ser el rei part desconegut II, però que alguns consideren que era Orodès I (vers 90-80 aC però que podria haver governat fins vers el 75 aC). Estrabó esmenta una revolta de l'Elimaida però no en dona la data; podria tractar-se del mateix fet.
Un altre rei elimaida posterior, que seria Kamnaskires IV (vers 62 a 61 o 59 a 58 i 56 a 55 aC), és conegut per haver enviat ambaixador amb regals a Pompeu quan era a Armènia (any 65 aC); es suposa que buscava suport contra els parts segons pensen Plutarc i el propi Pompeu. Kamnaskires IV és conegut només per una moneda portant inscripcions en grec. Els dracmes i tetradracmes mostren un rei d'estil grec amb Zeus al revers.
Vers el 25/30 els elimaids haurien reconquerit Susa als parts. Una nova dinastia de reis elimaids hauria arribat al poder (els noms dels reis són ara diferents, similars als dels reis parts arsacides (com Orodes o Fraortes) i podrien ser prínceps parts. Alguns apareixen en baixos relleus rupestres entre els quals el de Tang-e Sarvak (o Tang-i Sarvak, pop de Behbahan al Khuzestan), cosa que recuperava la costum dels antics reis d'Elam; tot i així les inscripcions a les seves monedes o a les roques són en grec o més tard en arameu. Orodes I (vers 30/40) només és conegut per les seves monedes que porten una inscripció en arameu (Urud Malka - el rei Orodes) i són d'estil part. Un Orodes II (en Arameu: Urud, vers 55/60), segurament el seu fill, el va succeir. Dels reis posteriors no se'n sap res excepte que existeixen les seves monedes (sense data).
Quan Artaxerxes I es va revoltar contra el domini part, va conquerir tot el territori part suprimint les unitats autònomes, semiautònomes i semi-independents que allí coexistien, matant als seus líders locals i subordinant els seus territoris al govern imperial. Una inscripció d'Artaxerxes commemora la derrota d'un "Rei d'Ahvaz" (una vila del Khuzestan) que alguns erudits com Daniel T.Potts, consideren que era el rei d'Elimaida. Així es va acabar la autonomia política de l'Elimaida, passant a ser una província més dins de l'Imperi Sassànida, amb el nom de Susis o Susiana, que es creu que englobava Elimaida i Susiana (la parte occidental del antic Elam). La llengua elamita evolucionada es va seguir parlant i encara era viva a l'arribada dels àrabs.